# Mughiphantes ignavus
Mughiphantes ignavus là một loài nhện trong họ Linyphiidae.
Loài này thuộc chi Mughiphantes. Mughiphantes ignavus được Eugène Simon miêu tả năm 1884.